# Tri domače povesti
Zbirka treh domačih povesti slovenski avtorjev: Ladislav Črnologar – Pot v življenje, Anica Obretan – Prebujena pomlad in Vinko Bobič – Sprava ob trgatvi. 
Pot v življenje in Sprava ob trgatvi opisujeta slovensko podeželje in njegove ljudi v času druge svetovne vojne. Spoznamo usodo ljudi v tistem času in njihov boj za obstanek, ko so bili marsikdaj pripravljeni zatajiti svoje bližnje in tudi samega sebe, da bi preživeli. Povest Prebujena pomlad pa opisuje usodo mladega dekleta Lenčke, ko se ljubezni svojega življenja odpove zaradi volje staršev. Vseeno si ustvari življenje z drugim, vendar le-ta tragično konča, preden dobita hčerko. Po bridkih življenjskih izkušnjah in odpuščanjih se tudi za Lenčko znova prebudi pomlad.  